# Otto Vernon Darbishire
Otto Vernon Darbishire ( * 16 de marzo de 1870 - 17 de octubre de 1934 ) fue un botánico, algólogo, y micólogo inglés, profesor de botánica en la Universidad de Bristol.

## Algunas publicaciones
- 1905. The lichens of the South Orkneys. 6 pp.
- 1923. Cryptogams from the Antarctic. 3 pp.

### Libros
- 1895. Die Phyllophora-Arten der westlichen Ostsee deutschen Antheils. Ed. Druck von Schmidt & Klaunig. 38 pp.
- 1898. Monographia Roccelleorum. Ed. de 2010 de Kessinger Publish. 174 pp. ISBN	1160197156
- 1899. On Actinococcus and Phyllophora. Ed. Clarendon Press. 267 pp.
- 1902. Chondrus. Volumen 9 de L.M.B.C. memoirs on typical British marine plants & animals. Ed. Williams & Norgate. 42 pp.
- 1904. Observations on Mamillaria elongata. 836 pp.
- 1908. A plant book for schools: being an easy introduction to the study of plant life. Ed. Black. 200 pp.
- 1909. Lichens collected during the 2nd Norwegian Polar Expedition in 1898-1902. Nº 21 de Report of the Second Norwegian Arctic Expedition in the "Fram" 1898-1902. Ed. Videnskabs Selskabet i Kristiania. 68 pp.
- 1910. Lichenes. Ed. B.M. (N.H.) 11 pp.
- 1911. The Lichens of the Swedish Antarctic Expedition. Ed. P. A. Norstedt och Söner. 74 pp.
- 1915. The lichens of the Swedish Antarctic Expedition. Volumen 4 de Wissenschaftliche ergebnisse der Schwedischen südpolar-expedition, 1901-1903, 1901-1903 Svenska sydpolar-expeditionen. 73 pp.
- 1923. Lichens. Parte 3 de Natural history report: Botany. Ed. British Museum. 48 pp.
- 1926. The structure of Peltigera with especial reference to P. praetextata. 1.516 pp.
- 1931. Observations on the margin of Pertusaria communis (L.) DC. 17 pp.
- 1932. Rocella DC. and Usnea Ach. 334 pp.

## Honores
En 1923, fue presidente de la Sociedad Micológica Británica.
- La abreviatura «Darb.» se emplea para indicar a Otto Vernon Darbishire como autoridad en la descripción y clasificación científica de los vegetales.[1]